# David Robert Mitchell
David Robert Mitchell (Clawson, 1974) is een Amerikaans filmregisseur en scenarioschrijver.

## Biografie
Mitchell werd in 1974 geboren in Clawson (Michigan) en woont in Los Angeles. Hij debuteerde in 2002 met de korte film Virgin. In 2010 schreef en regisseerde hij zijn eerste langspeelfilm The Myth of the American Sleepover, die in première ging op het South by Southwest-filmfestival, waar de film de Special Jury Award – Best Ensemble behaalde. In mei werd de film vertoond in de sectie Semaine de la critique op het Filmfestival van Cannes. De film won ook de Grand Jury Prize op het Deauville American Film Festival en de American Indie Newcomer prize op het Filmfestival van München. Zijn tweede film, de horrorfilm It Follows ging in première in Cannes 2014 en werd in 2016 genomineerd voor drie Independent Spirit Awards, waaronder die voor beste regie. De film werd beschouwd als een van de beste indie-films van 2015.
Mitchell werd gekozen als jurylid voor de sectie Semaine de la critique op het filmfestival van Cannes 2016.

## Filmografie
- Under the Silver Lake (2018)
- It Follows (2014)
- The Myth of the American Sleepover (2010)
- Virgin (korte film, 2002)

## Prijzen en nominaties
De belangrijkste:
| Jaar | Prijs                    | Categorie      | Film       | Uitslag     |
| ---- | ------------------------ | -------------- | ---------- | ----------- |
| 2016 | Independent Spirit Award | Beste regie    | It Follows | Genomineerd |
| 2014 | Austin Fantastic Fest    | Beste film     | It Follows | Gewonnen    |
| 2014 | Austin Fantastic Fest    | Beste scenario | It Follows | Gewonnen    |